# Komparacja łat na optycznym komparatorze poziomo-pionowym
Komparacja łat – wyznaczenie wartości średniej długości metrowego odcinka łaty niwelacyjnej. Wymagana dokładność komparacji to +/- 5 μm dla łat przeznaczonych do niwelacji precyzyjnej.

## Komparator poziomo-pionowy

Schemat konstrukcji komparatora poziomo-pionowego
a - tor ruchomego mikroskopu odczytowego
b - tor poziomy komparatora
c - podstawa komparatora poziomego
d - wózki kołowe
e - belka duraluminiowa
f - uchwyty łaty
g - uchwyt przymiaru kreskowego
h - przymiar kreskowy
Mi - mikroskopy odczytowe

Podstawową zaletą tego komparatora w stosunku do komparatora poziomego jest możliwość badania łaty w pozycji roboczej. Badania potwierdziły istnienie systematycznej różnicy między długością w poziomie a długością w pionie. Dwumetrowy odcinek na łacie poziomej był zawsze dłuższy od tego samego odcinka na łacie ustawionej w pionie.

### Komparator poziomy
Komparator poziomy wyposażono w 5 mikroskopów ze śrubami mikrometrycznymi, z których cztery osadzono w sposób trwały w odległości 1 metra. Piąty ma możliwość ruchu w zakresie 1 metra. Tor poziomy komparatora zbudowany jest z belki stalowej, wspartej na pięciu betonowych słupach posadowionych w betonowej podłodze. Po belce poruszają się dwa trójkołowe wózki, na których wsparta jest czterometrowa duraluminiowa szyna o przekroju litery H. Wózki wyposażone są w śruby umożliwiające regulacje ułożenia szyny w kierunku pionowym i poprzecznym osi komparatora.

### Komparator pionowy
Komparator pionowy stanowią dwa mikroskopy, zamocowane w ścianie w płaszczyźnie pionowej w odległości 2 metrów. Na ścianie tej umieszczono również uchwyty łaty, umożliwiające ustawienie jej w pozycji pionowej. Znajduje się tam też uchwyt, który pozwala na ustawienie dwumetrowego przymiaru kreskowego wykonanego z drewna dębowego. Odległość między osiami mikroskopów można wyznaczyć przy pomocy roboczego wzorca dwumetrowego. Przymiar wykonany jest z drewna dębowego. Mocowany jest on w połowie swojej długości, co zapewnia mu długość równą długości swobodnej. Aby za pomocą tego przymiaru można było przenieść długość z komparatora poziomego na pionowy, podpiera się go w położeniu poziomym w dwóch symetrycznych punktach. Problemem jest ustalenie długości swobodnej, bądź wyznaczenie takich dwóch punktów, dla których obserwowana długość przymiaru byłaby równa długości swobodnej.

## Sposób dokonania komparacji
Przymiar podpierany jest w tzw. punktach quasi-Airy’ego (punkty swobodnej długości). Przy takim podparciu długość przymiaru jest równa jego długości swobodnej. Podczas komparacji łaty podparte są w punktach Bessela, które zapewniają minimum różnicy między łukiem a cięciwą. Średni metr łaty wyznaczyć można jako średnią arytmetyczną ze wszystkich dwumetrowych odcinków mierzonych co 10 cm w kierunku tam i powrót, dla podziału młodszego i starszego.
Na komparatorze pionowym wyznacza się tylko jeden odcinek dwumetrowy na łacie. Konieczne jest naklejenie na łatę dodatkowych znaczków pomiarowych na wysokości 0.5 metra i 2.5 metra, ponieważ krawędź kresek podziałowych łaty widziana pod mikroskopem są bardzo nierówne i nie gwarantują wysokiej dokładności.

### Kolejność wykonywania czynności
Przy wyznaczaniu średniego metra łaty na komparatorze poziomo-pionowym należy wykonać następujące czynności:
1. (H) Obserwacja 1 metrowego wzorca inwarowego.
2. (H) Obserwacja dwumetrowego przymiaru drewnianego.
3. (H) Obserwacja 1 metrowego wzorca inwarowego.
4. (Z) Obserwacja dwumetrowego przymiary drewnianego.
5. (Z) Obserwacja znaczków łaty 1→Dv1 (3x)
6. (Z) Obserwacja znaczków łaty 2→Dv2 (3x)
7. (Z) Obserwacja dwumetrowego przymiaru drewnianego.
8. (H) Obserwacja 1 metrowego wzorca inwarowego.
9. (H) Obserwacja dwumetrowego przymiaru drewnianego.
10. (H) Obserwacja 1 metrowego wzorca inwarowego.
11. (H) Obserwacja znaczków łaty 1→Dh1 (2x)
12. (H) Obserwacja wszystkich dwumetrowych odcinków co 10 cm w kierunku tam i powrót dla podziału młodszego → Lśrmł
13. (H) Obserwacja znaczków łaty 1→Dh1 (2x)
14. (H) Obserwacja znaczków łaty 1→Dh1 (2x)
15. (H) Obserwacja wszystkich dwumetrowych odcinków co 10 cm w kierunku tam i powrót dla podziału starszego →Lśrst
16. (H) Obserwacja znaczków łaty 1→Dh1 (2x)
17. (H) Obserwacja znaczków łaty 2→Dh2 (2x)
18. (H) Obserwacja wszystkich dwumetrowych odcinków co 10 cm w kierunku tam i powrót dla podziału młodszego →Lśrmł
19. (H) Obserwacja znaczków łaty 2→Dh2 (2x)
20. (H) Obserwacja znaczków łaty 2→Dh2 (2x)
21. (H) Obserwacja wszystkich dwumetrowych odcinków co 10 cm w kierunku tam i powrót dla podziału starszego →Lśrst
22. (H) Obserwacja znaczków łaty 2→Dh2 (2x)
23. (H) Obserwacja 1 metrowego wzorca inwarowego.
24. (H) Obserwacja dwumetrowego przymiaru drewnianego.
25. (H) Obserwacja 1 metrowego wzorca inwarowego.
26. (Z) Obserwacja dwumetrowego przymiaru drewnianego.
27. (Z) Obserwacja znaczków łaty 1→Dv1 (3x)
28. (Z) Obserwacja znaczków łaty 2→Dv2 (3x)
29. (Z) Obserwacja dwumetrowego przymiaru drewnianego
30. (H) Obserwacja 1 metrowego wzorca inwarowego.
31. (H) Obserwacja dwumetrowego przymiary drewnianego.
32. (H) Obserwacja 1 metrowego wzorca inwarowego.

Oznaczenia:
(H) - czynność wykonuje się w pozycji horyzontalnej,
(Z) - czynność wykonuje się w pozycji zenitalnej,
(2x) - pomiar dwukrotny,
(3x) - pomiar trzykrotny.

## Wymagane dokładności
Po tych czynnościach można określić, czy łaty nadają się do niwelacji precyzyjnej.
Jeżeli średni 1 metr łaty wynosi:
- 1 metr +/- (0–30 μm) lub 2 metr +/- (0–0,030 mm)

To łaty nadają się do niwelacji precyzyjnej punktów pierwszej klasy.
- 1 metr +/- (30–50 μm) lub 2 metr +/- (0.030–0,050 mm)

To łaty nadają się do niwelacji precyzyjnej punktów drugiej klasy.
- 1 metr +/- 50 μm i więcej lub 2 metr +/- 0,050 mm i więcej

To łaty nie nadają się do niwelacji precyzyjnej.